# Tyszowce
Pour les articles homonymes, voir Tyszowce (homonymie).
Tyszowce  (prononciation [tɨˈʂɔft͡sɛ])  est une ville dans la voïvodie de Lublin, dans le powiat de Tomaszów Lubelski, située dans l'est de la Pologne. 
Elle est le siège administratif (chef-lieu) de la gmina urbaine-rurale de Tyszowce.
Tyszowce se situe à environ 40 kilomètres au nord-est de Tomaszów Lubelski (siège du powiat) et 132 kilomètres au sud-est de Lublin (capitale de la voïvodie).
Sa population s'élevait à 2 123 habitants en 2010 repartie sur une superficie de 18,52 km².

## Histoire
Tyszowce possédait le statut de ville de 1419 à 1870, puis redevient un village. Elle redevient ville depuis l'année 2000.
En 1655, la confédération de Tyszowce a été formée dans cette ville.
La population juive comptait 2 454 juifs en 1921. Au cours de la Seconde Guerre mondiale, lors de l'Invasion de la Pologne, en octobre 1939, le village a été occupé par les nazis. Environ 1 000 juifs ont fui à travers la rivière Bug vers l'Union soviétique. En 1940, un camp de travail forcé a été créé à Tyszowce. 

Au cours de la nuit du 16 avril 1942, les nazis ont lancé l'exécution massive des juifs de Tyszowce. Ils ont été amenés sur la place de l'ancien bain public, où plusieurs centaines de juifs ont été tués. Les nazis ont jeté les cadavres dans un fossé. En 1942, environ 2 000 juifs, y compris certains de la Tchécoslovaquie, ont été déportés au camp de la mort de Belzec. 150 autres juifs de Tyszowce ont été déportés vers le camp de travail de Zamość. Selon certaines sources, entre juin 1942 et la fin de 1943 environ 1 000 Juifs de Tyszowce et des villes environnantes ont été exécutés.

Le village a été détruit à 60 % lors de la Seconde Guerre mondiale.

## Administration
De 1975 à 1998, la ville est attachée administrativement à l'ancienne voïvodie de Zamość.<
Depuis 1999, elle fait partie de la nouvelle voïvodie de Lublin.

## Jumelages
- Sokal (Ukraine)
- Biache-Saint-Vaast (France)